# Deogratias
Deogratias is een stripalbum dat voor het eerst is uitgegeven in december 2000 met Jean-Philippe Stassen als schrijver, tekenaar en inkleurder en Yves Amateis als grafisch ontwerper. Deze uitgave werd uitgegeven door Dupuis in de collectie vrije vlucht.
De strip speelt zich af in Rwanda, tijdens en na de volkerenmoord. Hoofdpersoon Deogratias is een Hutu die de alomtegenwoordige propaganda gelooft en zich schuldig maakt aan de moord op Tutsi's. Daarna is hij afgegleden in de waanzin. 

## Ontstaansgeschiedenis
Stassen reisde voordien al door verschillende Afrikaanse landen en had een Rwandese ex-vriendin. Hij begon met het scenario niet lang na de volkerenmoord en verbleef ook gedurende zeven maand in het land om de sfeer te proeven. Hij las zowel boeken over Rwanda als rapporten over de genocide als research. Terug thuis in Luik werkte hij het verhaal af en legde het voor aan zijn vaste uitgever Dupuis. Collectiedirecteur Claude Gendrot was enthousiast maar uitgeefdirecteur Philippe Vandooren was dit minder. Uiteindelijk verscheen de strip toch in de collectie Vrije Vlucht van Dupuis en zorgde als eerste strip over de Rwandese genocide voor opschudding.